# Perrysburg (Ohio)
Perrysburg é uma cidade localizada no estado norte-americano de Ohio, no Condado de Wood.

## Demografia
Segundo o censo norte-americano de 2000, a sua população era de 16.945 habitantes.
Em 2006, foi estimada uma população de 16.902, um decréscimo de 43 (-0.3%).

## Geografia
De acordo com o United States Census Bureau tem uma área de
23,6 km², dos quais 23,1 km² cobertos por terra e 0,5 km² cobertos por água.

## Localidades na vizinhança
O diagrama seguinte representa as localidades num raio de 12 km ao redor de Perrysburg.